# Pyrnus baehri
Pyrnus baehri är en spindelart som beskrevs av Norman I. Platnick 2002. Pyrnus baehri ingår i släktet Pyrnus och familjen Trochanteriidae.
Artens utbredningsområde är Northern Territory, Australien. Inga underarter finns listade i Catalogue of Life.